# EasyUbuntu
EasyUbuntu es un script fácil de usar que ofrece al usuario común de Ubuntu aplicaciones, códecs y modificaciones al sistema operativo que no se incluyen en la instalación normal de la distribución. Este programa es de licencia GPL.
A continuación se muestra lo que permite realizar el programa.

## Automatización de las siguientes tareas

### Multimedia
- Instalar un mejor reproductor multimedia (totem-xine que reemplaza a totem-gstreamer)
- Codecs libres: Agregar soporte para reproducir mp3 y otros formatos no libres
- Codecs linarios: Agregar soporte para formatos de audio y video propietarios (w32codecs) (solo para sistemas basados en la arquitectura x86)
- libdvdcss: Leer DVD comerciales y cifrados
- MIDI: Agregar soporte para reproducir archivos midi (.mid,.midi)

### Internet
- Flash: Habilitar el plugin Macromedia Flash (solo para sistemas basados en la arquitectura x86/x32)
- Java: Habilitar el plugin Java (Sun Java para sistemas basados en la arquitectura x86/x32 y AMD64/x64) (IBM java para sistemas basados en la arquitectura PPC)
- Videos: Habilitar la reproducción de videos "embebidos" en páginas web (como YouTube o Google Video)

### Archivos
- RAR: Extraer y crear archivos RAR
- ACE: Extraer archivos ACE
- 7-Zip: Extraer archivos 7-zip

### Sistema
- Agrega las siguientes listas de repositorios: Main, Universe, Multiverse y PLF (reemplaza al archivo sources.list previamente instalado)
- Fuentes tipográficas: Instalar fuentes de Microsoft y otras
- DMA: Habilita el modo de acceso directo a la memoria (Direct Memory Acces/DMA) para aumentar la velocidad de lectura de un DVD
- Nvidia: instala el driver oficial para habilitar transiciones 3D en tarjetas gráficas Nvidia
- ATI: instala el driver oficial para habilitar transiciones 3D en tarjetas gráficas ATI

### Voz Sobre IP (VoIP)
- Wengo: un programa gratuito de VoIP (Disponible en Ubuntu Dapper Drake)
- Skype: el programa de VoIP más popular (solo para sistemas basados en la arquitectura x86/x32)